# Яценюк Арсеній Петрович
Арсе́ній Петро́вич Яценю́к (нар. 22 травня 1974, Чернівці, Українська РСР, СРСР) — український політик та державний діяч, економіст і юрист. Двічі Прем'єр-міністр України (2014, 2014—2016). Міністр економіки (2005—2006), міністр закордонних справ (2007), голова Верховної Ради (2007—2008). Кандидат в Президенти України (2010).
З 2009 по 2012 роки очолював політичну партію «Фронт змін». З червня по грудень 2012 року очолював раду «Об'єднаної опозиції». З 11 грудня 2012 року по 28 лютого 2014 року був головою фракції всеукраїнського об'єднання «Батьківщина» у Верховній Раді України. Один з засновників політичної партії Народний фронт. Має статус Надзвичайного і Повноважного Посла.

## Ранні роки
Народився 22 травня 1974 в місті Чернівці у родині історика Петра Івановича Яценюка та філологині Марії Григорівни Яценюк (до шлюбу Бакай).

## Освіта
1991-го закінчив з відзнакою спеціалізовану англомовну середню школу № 9 імені Панаса Мирного в Чернівцях. До того деякий час навчався в міській школі № 1 в Коломиї.
1996 — юридичний факультет Чернівецького національного університету імені Юрія Федьковича зі спеціальності «правознавство».
2001 здобув другу вищу освіту зі спеціальності «облік та аудит» в Чернівецькому торговельно-економічному інституті Київського національного торговельно-економічного університету.
2004 року здобув науковий ступінь кандидата економічних наук в Українській академії банківської справи в Сумах, захистивши дисертацію на тему «Організація системи банківського нагляду і регулювання в Україні». За твердженням Тетяни Пархоменко, 70 сторінок дисертації містять тексти без посилань на їхніх справжніх авторів. З них 39 сторінок скопійовані майже повністю, а 7 сторінок є перекладом з англомовних джерел.

## Робота у приватному секторі
Під час навчання стає співзасновником юридичної компанії «Юрек-Лтд» та працює на посаді її президента з 1992 по 1997.
1998—2001 — працює консультантом кредитного департаменту, радником голови правління, заступником голови правління АППБ «Аваль».

## Політика
2022 року Яценюк був головою Київського безпекового форуму та засновник Фонду «Відкрий Україну».

### Міністр економіки АР Крим
19 вересня 2001 почалася політична кар'єра Яценюка, Верховна Рада АР Крим обрала його в.о. Міністра економіки АР Крим в уряді Валерія Горбатова. 21 листопада рішенням кримського парламенту Яценюк став Міністром економіки. 29 квітня 2002 Яценюк з усім урядом подає у відставку, тому що роботу розпочала новообрана Верховна Рада Криму, але зберіг свою посаду. 15 травня він удруге очолив Міністерство економіки, за менш ніж рік перейшов на роботу до Києва.

### Перший заступник Голови НБУ
У січні 2003 голова Національного банку України (НБУ) Сергій Тігіпко призначив Арсенія Яценюка своїм першим заступником. Коли Сергій Тігіпко 4 липня 2004 став главою виборчого штабу кандидата в Президенти України Віктора Януковича, Арсенію Яценюку доручили виконувати обов'язки глави НБУ до кінця передвиборчої кампанії. Цей етап його діяльності тривав до 16 грудня, поки Верховна рада України не прийняла відставку Сергія Тігіпка й не призначила новим керівником НБУ Володимира Стельмаха.
30 листопада 2004, під час політичної кризи, Арсеній Яценюк видав постанову НБУ № 576/2004 («Про тимчасові заходи відносно діяльності банків») про тимчасову заборону на дострокове зняття банківських вкладів, що запобігло можливим негативним наслідкам політичного протистояння. У лютому 2005 Арсеній Яценюк подав у відставку й був звільнений із займаного ним поста.

### Заступник голови Одеської ОДА
9 березня 2005 голова Одеської обласної державної адміністрації Василь Цушко призначив Арсенія Яценюка своїм першим заступником. На цій роботі він працював до свого призначення на пост міністра економіки України, яке відбулося 27 вересня того ж року.

### Міністр економіки України

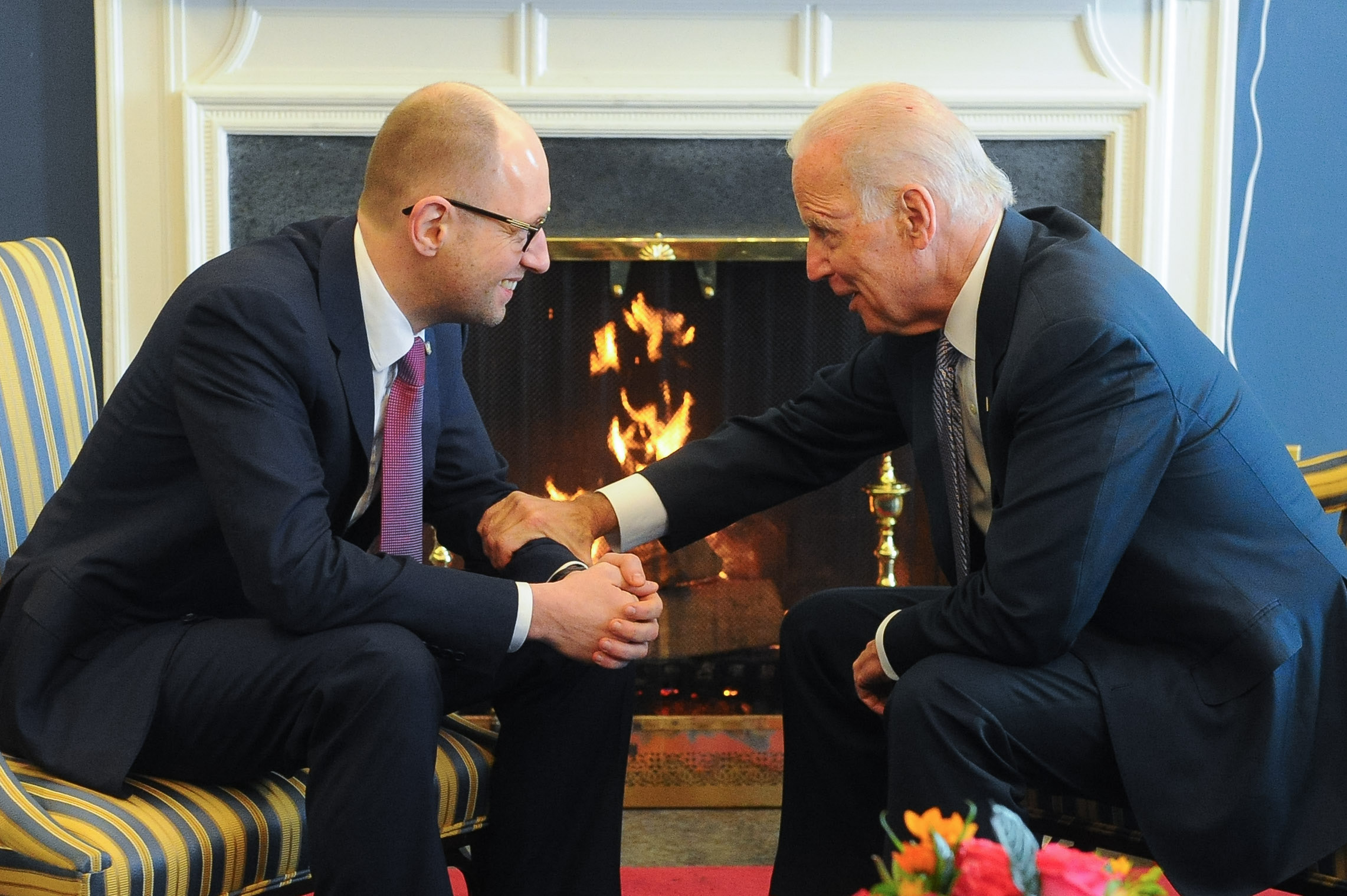
Джо Байден і Арсеній Яценюк

27 вересня 2005 Арсеній Яценюк був призначений міністром економіки України в уряді Юрія Єханурова. 25 травня 2006 новообрана Верховна Рада України V скликання відправила уряд у відставку, доручивши йому при цьому продовжувати виконувати свої обов'язки до обрання нового. Через парламентську кризу Арсеній Яценюк працював у режимі виконувача обов'язків більше двох місяців, поки 4 серпня не був відправлений у відставку разом з усім Кабінетом міністрів.

### Заступник Глави Секретаріату президента України
20 вересня 2006 Президент України Віктор Ющенко призначив Арсенія Яценюка першим заступником глави Секретаріату президента України — представником Президента України в Кабінеті Міністрів України. Яценюк очолював Спеціальну комісію Секретаріату Президента України з реформування СБУ.
Крім того, з 25 вересня 2006 Арсеній Яценюк був призначений членом Ради Національного банку України, а також членом наглядацьких рад ВАТ «Державний експортно-імпортний банк України» і ВАТ «Державний ощадний банк України». Від виконання останніх двох посад він був звільнений 13 березня 2007. 21 березня 2007 Арсеній Яценюк був затверджений на посаді міністра закордонних справ України та припинив свою діяльність у Секретаріаті Президента.

### Міністр закордонних справ України

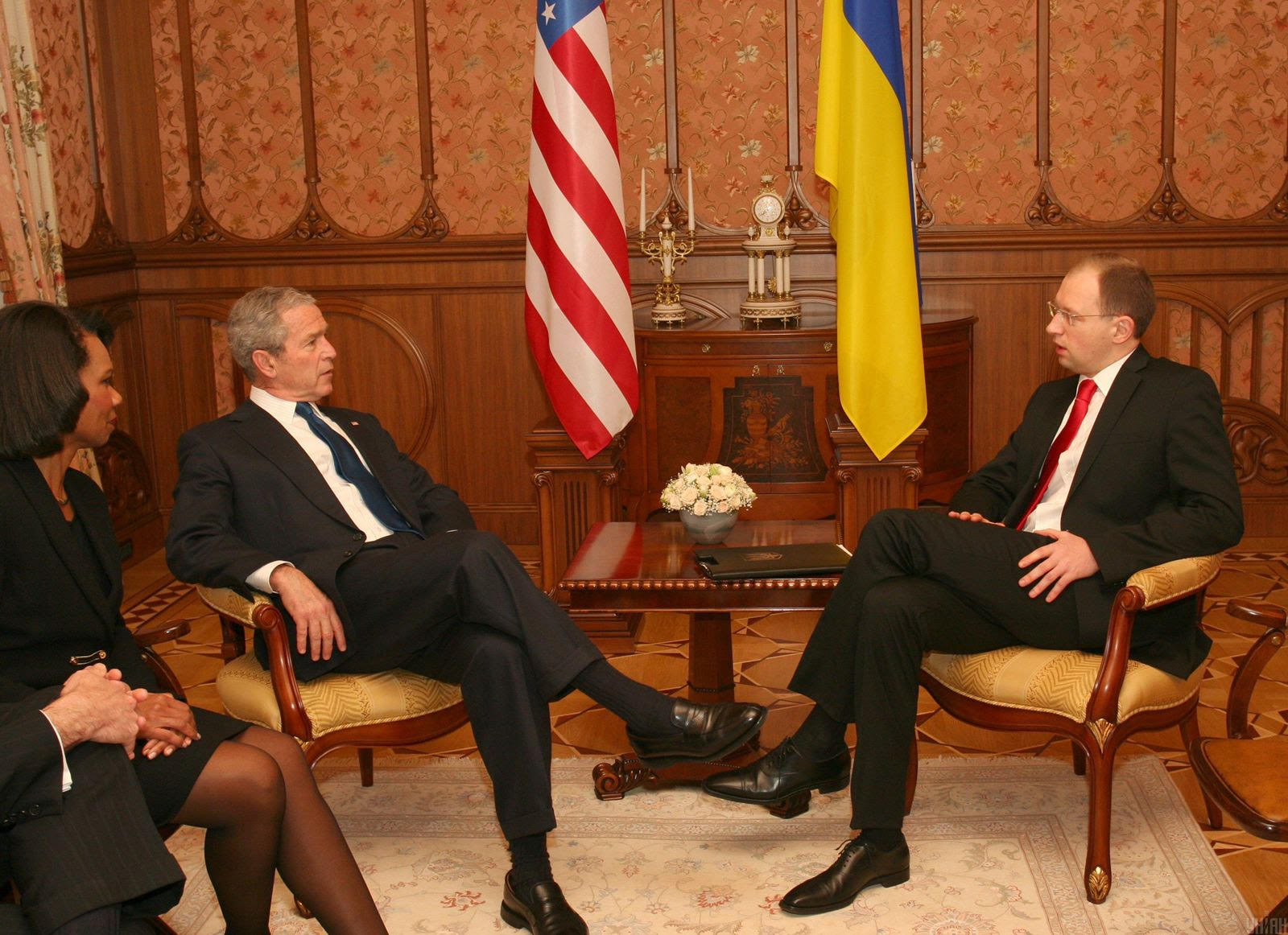
Джордж Вокер Буш, Кондоліза Райс і Арсеній Яценюк

21 березня 2007 426 голосами з 450 Верховна рада України обрала Арсенія Яценюка міністром закордонних справ України. Його кандидатура була запропонована Президентом України Віктором Ющенком після того, як парламент двічі (22 лютого і 20 березня) відхилив кандидатуру Володимира Огризка. При поданні своєї кандидатури 21 березня 2007 Арсеній Яценюк зробив наголос на пріоритеті економіки в зовнішній політиці країни. За його словами, зовнішня політика України повинна стати реалістичною, прагматичною і прогнозованою. Основний курс України, на думку Арсенія Яценюка, — євроінтеграція та вихід на європейські ринки. Росію він назвав надзвичайно важливим партнером України. У день свого призначення на пост міністра Арсеній Яценюк був включений також до складу Ради національної безпеки та оборони України (РНБОУ).
Майже все перебування Арсенія Яценюка на посаді міністра закордонних справ припало на час гострої політичної кризи, яка призвела до розпуску українського парламенту указом президента України від 2 квітня 2007.
5 липня партійний Блок «Наша Україна — Народна самооборона» висунув Арсенія Яценюка кандидатом у народні депутати Верховної ради України під третім номером свого виборчого списку. Через це 17 серпня Яценюк пішов у неоплачувану відпустку, але щоб не втратити контроль над Міністерством закордонних справ, цю відпустку, що тривала до кінця вересня, він час від часу переривав. У другий раз Арсеній Яценюк пішов у відпустку 6 грудня, через два дні після свого обрання на пост Голови Верховної ради України. 18 грудня Верховна Рада України відправила його у відставку з поста міністра закордонних справ.

### Голова Верховної Ради України

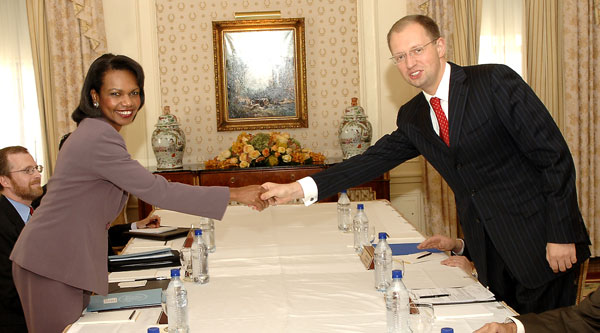
Кондоліза Райс і Арсеній Яценюк

23 листопада 2007 Арсеній Яценюк склав присягу народного депутата Верховної Ради України, а вже 4 грудня 2007 за результатами таємного голосування він став дев'ятим головою українського парламенту. За його кандидатуру віддали свої голоси 227 депутатів, що представляли фракції «Наша Україна — Народна самооборона» і «Блок Юлії Тимошенко».
21 грудня 2007 Президент України вивів Арсенія Яценюка зі складу Ради національної безпеки та оборони України, тому що за посадою голова парламенту на відміну від глави МЗС не повинен обов'язково бути членом цієї установи. Однак у той же день Арсеній Яценюк знову був уведений до складу РНБОУ указом президента України № 1242/2007.
17 вересня 2008 Арсеній Яценюк подав у відставку у зв'язку із припиненням існування правлячої коаліції. 11 листопада пройшло таємне голосування із приводу прийняття відставки Арсенія Яценюка. Однак дане голосування було визнано недійсним, тому що в ньому взяли участь лише 109 депутатів при необхідних 226. 12 листопада народні депутати Верховної Ради України змінили процес прийняття відставки Голови парламенту — таємне голосування було замінено відкритим. За відставку проголосували 233 депутати і таким чином рішення було прийнято. 21 листопада 2008 Президент України вивів Арсенія Яценюка зі складу РНБОУ своїм указом № 1060/2008.
15 січня 2009 обраний членом Комітету Верховної Ради України з питань охорони здоров'я.

### Прем'єр-міністр України

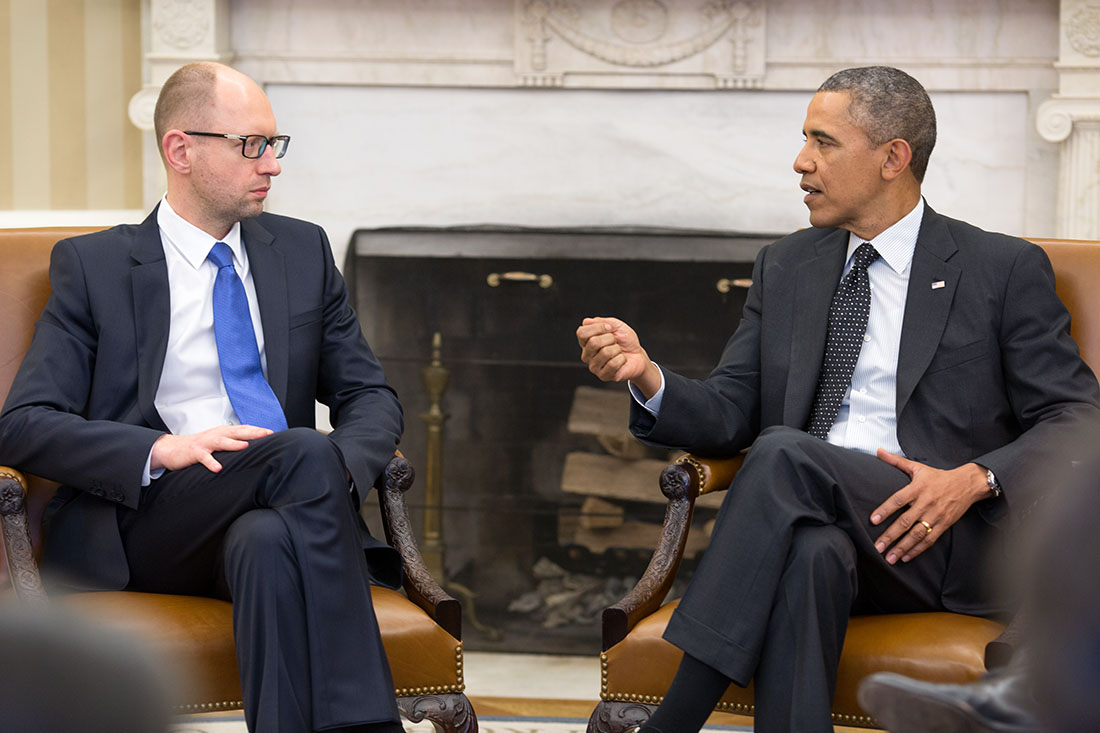
Арсеній Яценюк та Президент США Барак Обама

27 лютого 2014 року Верховна Рада проголосувала 371 голосом «за» призначення Арсенія Яценюка прем'єр-міністром України. Спікер Верховної Ради Олександр Турчинов зазначив, що це рекордна кількість голосів за історію голосувань кандидатур на цю посаду. Перебував на посаді 777 днів.
12 березня провів переговори з президентом США Бараком Обамою.

#### Демарш відставки
24 липня 2014 внаслідок розпаду парламентської коаліції після виходу з неї партій «Удар» та «Свобода», під час виступу з трибуни оголосив про самоусунення з посади прем'єр-міністра України, висловив небажання вступати в альтернативну коаліцію з залишками Партії регіонів і Комуністичної партії України. Головою Верховної Ради України Олександром Турчиновим було запропоновано фракціям «Удар» та «Свобода» (за основною участю яких відбувся розпад коаліції) подати технічну кандидатуру на посаду прем'єр міністра України.
Подія викликала широкий резонанс як серед прихильників так і серед скептиків, причому, об'єднувала всіх спільна думка, що зміна влади далась занадто дорогою ціною, щоб приймати наразі відставку.
28 липня 2014 повернувся до виконання обов'язків Прем'єр-міністра України, провівши закрите засідання, на якому розглянули законопроєкти щодо внесення змін до держбюджету на 2014 рік.
31 липня 2014 на засіданні Верховної Ради заява щодо відставки не була прийнята, та отримала 16 голосів «за», та 103 «проти».

#### Переобрання

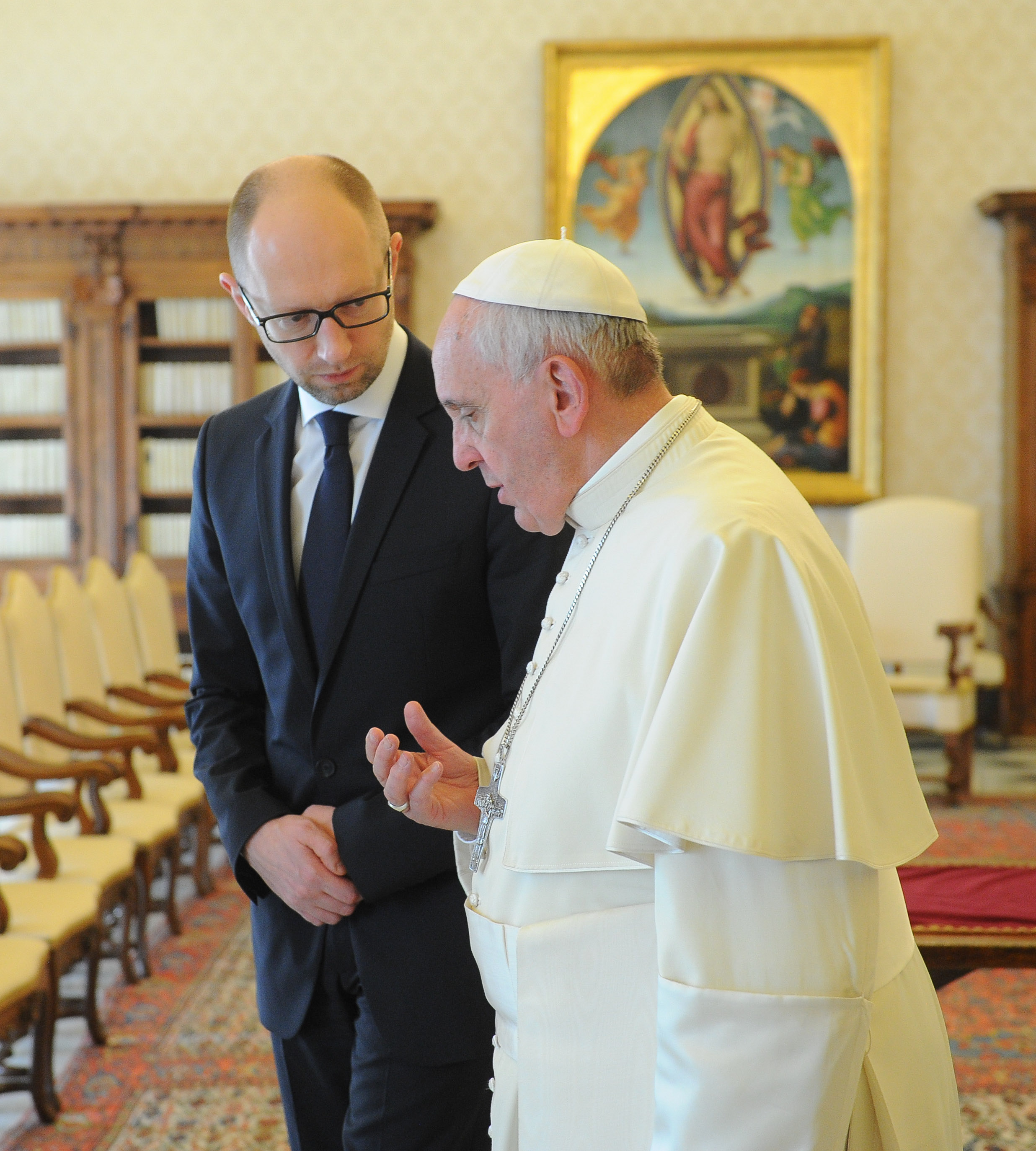
Папа Франциск і Арсеній Яценюк

4 листопада після парламентських виборів Президент України Петро Порошенко підтримав кандидатуру Арсенія Яценюка на посаду прем'єр-міністра України. 27 листопада Верховна Рада 341 голосом підтримала обрання Яценюка головою уряду. 15 грудня А. Яценюк на спільній пресконференції з генсеком НАТО Єнсом Столтенбергом в штаб квартирі НАТО заявив про відновлення курсу України на членство у Північноатлантичному альянсі.
9 грудня 2014 року Яценюк заявив, що Україна почала процедуру подачі позову до Міжнародного суду ООН проти Росії за порушення антитерористичної конвенції. Суму збитків від бойових дій на сході України Яценюк оцінив у 8 мільярдів доларів. 15 лютого запропонував поставити питання про репарації з боку Російської Федерації за відновлення Донецької та Луганської областей.
28 червня А. Яценюк заявив, що через 10 років Україна має на 100 % забезпечити власні потреби у природному газі й вийти з газової залежності. 7 липня заявив, що підтримує ідею створення нафтової вертикально-інтегрованої компанії разом з І. Коломойським на базі Укрнафти, Укртатнафти та державної Укртранснафти.
Згідно з соцопитуванням, яке проводив «Рейтинг» у серпні 2015 року, з певною преференцією на території Одеської області, дії уряду Яценюка повністю підтримували близько 1 % опитаних українців, у той час, як у 2014 році рейтинг довіри до уряду складав близько 13 %. Втім, лідер БПП Ю. Луценко заявив, що альтернативи Яценюку немає.
6 вересня під час щорічної конференції Ялтинська європейська стратегія черговий раз закликав Захід надати Україні оборонну зброю для стримування наступу російських військ.
15 жовтня 2015 р. закликав Росію списати Києву борг у 3 мільярди доларів, які Україна взяла у 2013 році за часів Януковича. Інакше Україна вимагатиме, щоб Росія сплатила трильйон доларів за анексію Криму і війну на Донбасі. 13 листопада заявив, що у випадку, якщо Росія не погодиться на умови реструктуризації боргу, то Україна відмовиться виплачувати РФ 3 млрд доларів боргу часів Януковича.

#### Головні досягнення уряду Арсенія Яценюка

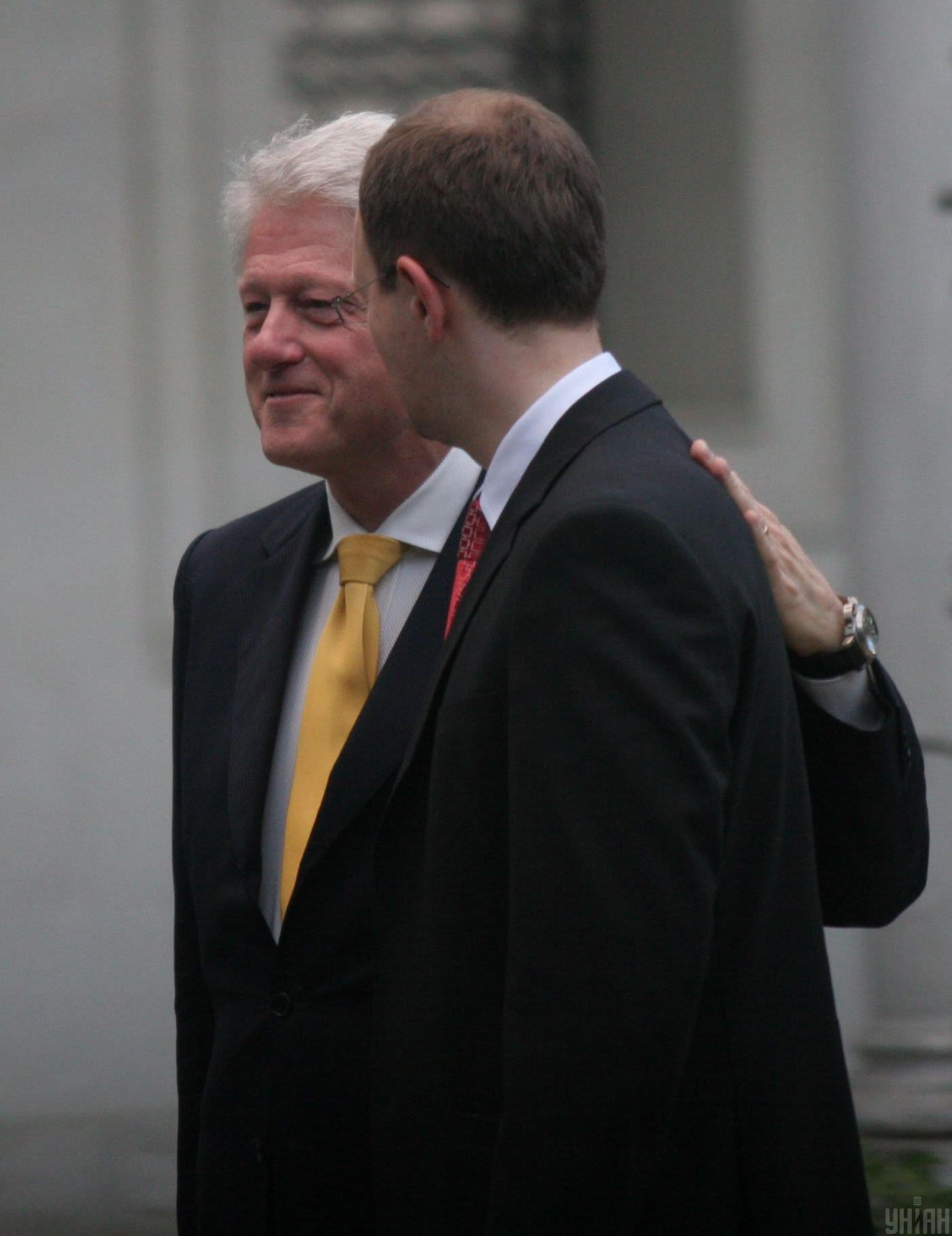
Білл Клінтон і Арсеній Яценюк

За два роки перебування Арсенія Яценюка на посаді голови Уряду вдалося відновити боєздатність Збройних Сил України, було створено Національну гвардію України. Видатки на безпеку і оборону було забезпечено на рівні 5,06 % ВВП (114,5 мільярдів гривень у 2016 році). Видатки на оборону у 2015 році (96 мільярди грн.) зросли на 50 % у порівнянні з 2014 роком.
В умовах війни Уряду вдалося врятувати економічне та фінансове становище, стабілізувати економіку і зупинити загрозу дефолту. Було реструктуризовано зовнішній борг України. Загальний зовнішній борг було скорочено з $73 млрд  до $66 млрд.
Вперше за три роки в Україні було зафіксовано ріст промислового виробництва — на 7,6 %.
За час прем'єрства Арсенія Яценюка Україна стала енергетично незалежною від Російської Федерації: Україна вперше пройшла зиму 2015—2016 років без поставок газу від російської компанії «Газпром». Також було налагоджено систему диверсифікації постачання природного газу в Україну з ЄС.
Уряд Арсенія Яценюка зміг забезпечити введення в дію Угоди про асоціацію з Європейським Союзом, включно із всеохоплюючою зоною вільної торгівлі Україна-ЄС.
Уряд  Яценюка усунув тіньових посередників з енергетичного ринку, були запущені прямі контракти з постачальниками. Також було запроваджено програму цільових кредитів на програми з енергоефективності.
Було створено Національне Антикорупційне Бюро та Національне агентство з запобігання корупції.
Уряд Яценюка провів перший етап масштабної економічної дерегуляції — спрощення умов для діяльності підприємництва, було проведено реорганізацію управління державними підприємствами, на конкурсних засадах замінено низку керівників великих державних компаній (ПАТ «Укртранснафта», «Укргазвидобування», «Укрнафта», Державна продовольчо-зернова компанія, «Іллічівський порт», «Аеропорт Львів»), розпочалось запровадження системи електронних закупівель ProZorro.
Арсеній Яценюк вперше в Україні запровадив практику щотижневих звернень до громадян. Програма «10 хвилин із Прем'єр-міністром» транслювалася щонеділі. Загалом вийшло 44 випуски. 
Вів політику жорстких санкцій щодо Росії, через що російська економіка зазнає мільярдних збитків.

#### Відставка
10 квітня 2016 року А. Яценюк у щотижневому відеозверненні [Архівовано 24 квітня 2016 у Wayback Machine.] повідомив про ухвалене рішення скласти повноваження прем'єр-міністра України та намір внести 12 квітня відповідне подання до Верховної Ради України. За заявою Яценюка, рішення скласти повноваження прем'єр-міністра України продиктоване кількома причинами: штучна політична криза у державі, гальмування процесу зміни уряду та єдине бачення виходу з кризи. Яценюк підкреслив, що за посаду не тримається. 14 квітня за його відставку проголосували 257 депутатів з 390.

## Політичні погляди
Під час перебування на посаді Прем'єр-міністра заявив про необхідність набуття Україною членства в Європейському Союзі та НАТО.
Виступає за повну прозору приватизацію об'єктів державної власності, за винятком стратегічних компаній. У зверненні до громадян Арсеній Яценюк також виступив за призначення незалежних керівників на всі державні компанії і позбавлення впливу на них будь-яких політичних сил.
У квітні 2016 року Яценюк заявив про необхідність «тотальної і радикальної реформи» політичної системи України та ухвалення нової Конституції, яка повинна збалансувати відносини в трикутнику Президент, Уряд та Верховна Рада України.
На переконання Арсенія Яценюка, необхідне ухвалення нової виборчої системи, яка б гарантувала фінансування політичних партій суто на прозорій основі.
Яценюк виступає також за зміну судової системи, звільнення всіх корумпованих суддів та обрання нового незалежного судового корпусу.
Виступає за зменшення бюрократичного апарату, підвищення заробітних плат для державних службовців та звітування всіма чиновниками про свої статки, доходи і витрати, і контроль за цим.
Арсеній Яценюк заявив про необхідність жорсткої політики щодо Російської Федерації, яку називає державою-агресором. «Жодних угод і компромісів за рахунок України. Відновлення територіальної цілісності української держави. Повернення Донецька, Луганська і Криму. І продовження санкцій проти Російської Федерації до того моменту, доки Україна повністю не відновить свій територіальний суверенітет».

## Партійна кар'єра

### Лідер політичної партії «Фронт Змін»

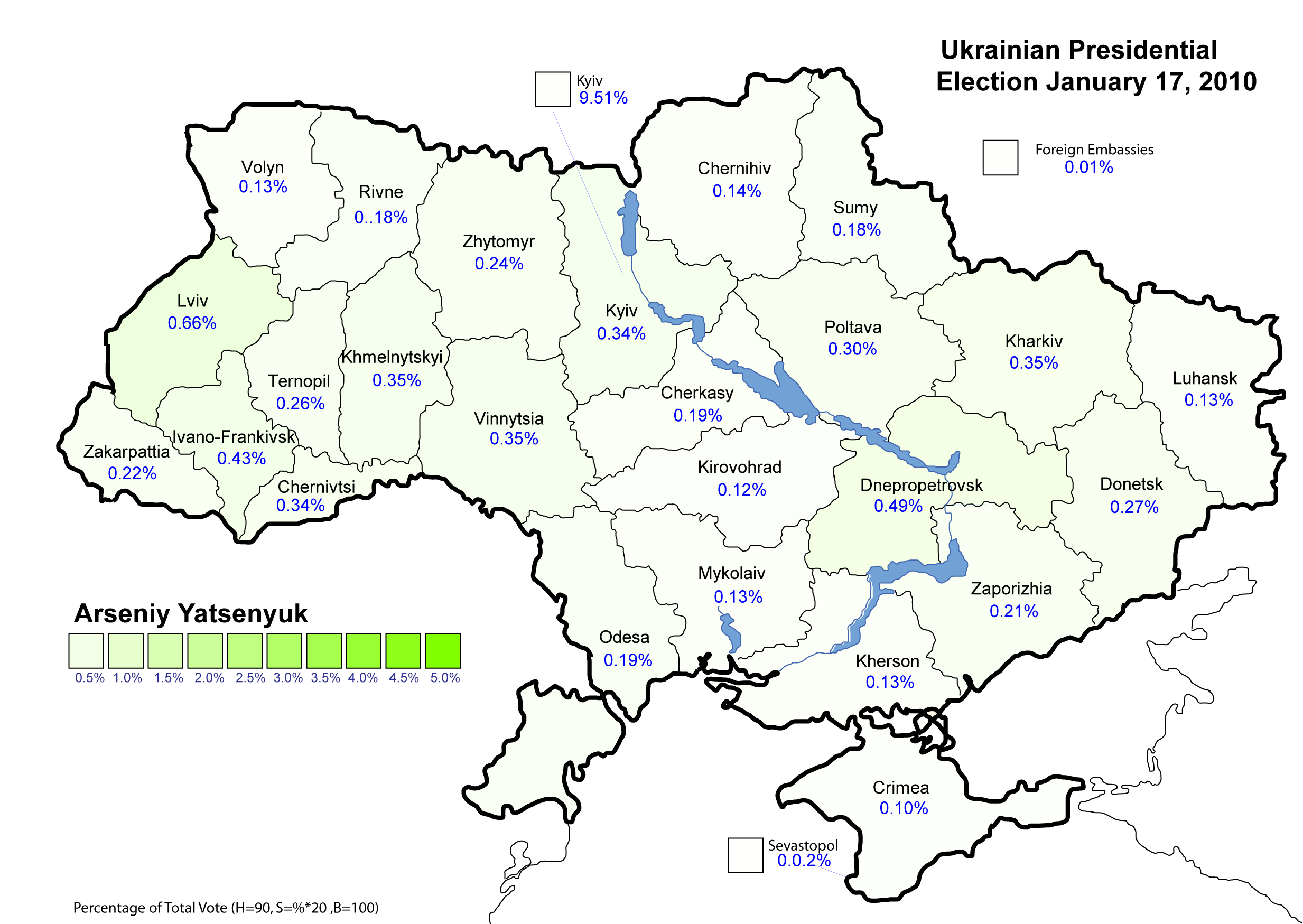
Арсеній Яценюк. Перший тур президентський виборів 2010 року — 6,69 %.

З 28 листопада 2009 — лідер політичної партії «Фронт Змін». У 2010 Арсеній Яценюк взяв участь у виборах президента України. Посів 4 місце, отримавши 6,96 % голосів виборців. Політична партія «Фронт Змін» уперше взяла участь у місцевих виборах 31 жовтня 2010, на яких посіла третє місце по Україні, отримавши голоси майже 7 % українців (відсоток підтримки рівний на всій території України). Загалом депутатами різних рівнів від партії стали 2827 осіб. 12 представників «Фронту Змін» стали мерами міст.
Юлія Мостова у статті у «Дзеркалі тижня» від 12 серпня 2011 стверджувала, що на початку літа 2011 було проведено соціологічне дослідження, вибірка якого у 30 разів перевищувала стандартну, в ході якого було з'ясовано, що Арсеній Яценюк переконливо переміг би чинного Президента Віктора Януковича у другому турі президентських виборів.

### «Об'єднана опозиція»

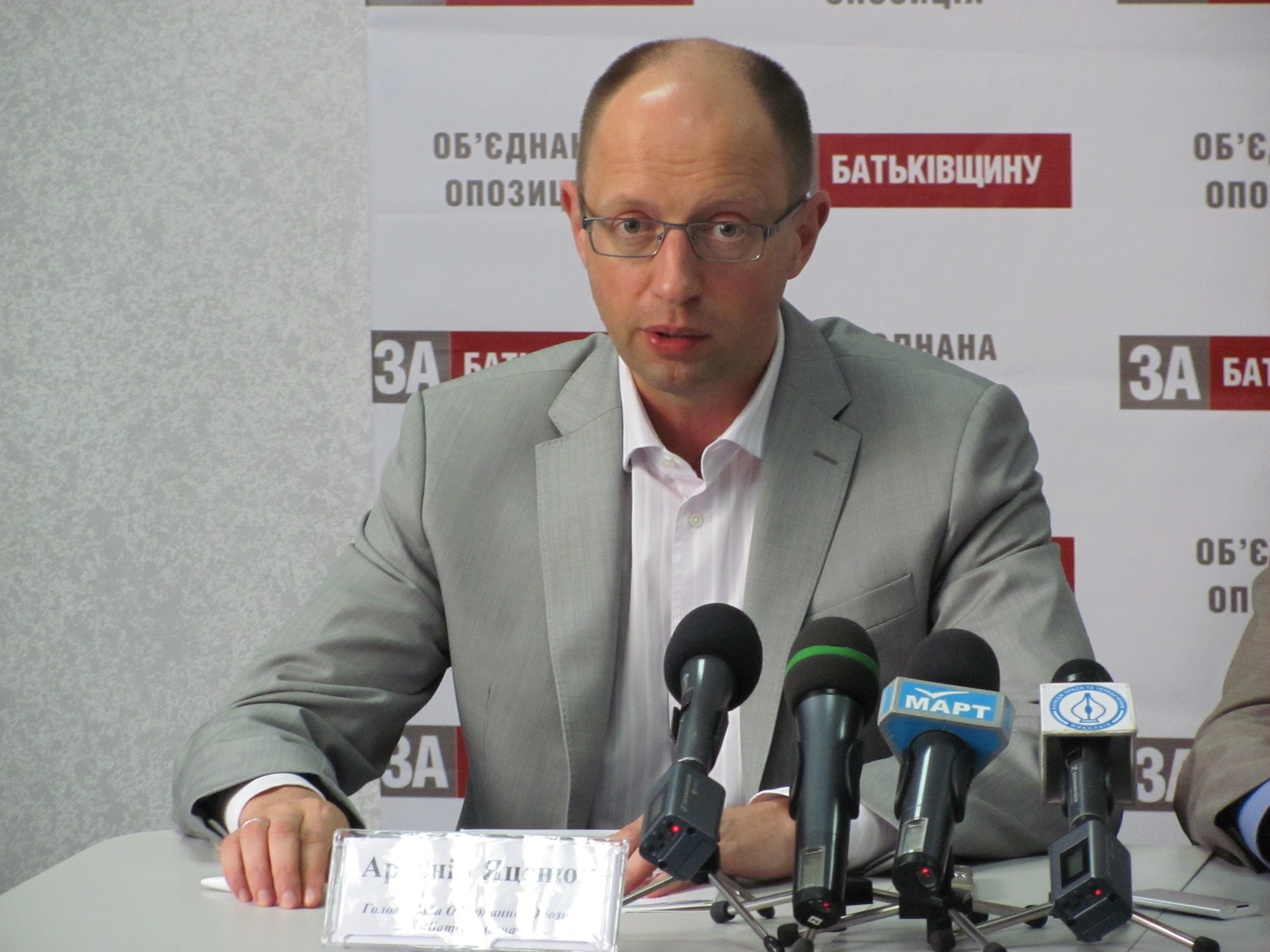
Арсеній Яценюк на своїй пресконференції як голова ради «Об'єднаної опозиції»

У квітні 2012 лідер «Фронту змін» Арсеній Яценюк і лідерка «Батьківщини» Юлія Тимошенко оголосили про формування спільного списку для участі у парламентських виборах. 23 квітня Яценюк та Турчинов оголосили про підписання Декларації єдності. 12 травня відбувся Форум, на якому було презентовано програму від Об'єднаної опозиції. У червні 2012 Яценюк був обраний головою ради Об'єднаної опозиції «Батьківщина».
У липні 2012 Арсеній Яценюк та інші члени «Фронту змін» припинили членство в партії, щоб взяти участь в парламентських виборах за списком «Батьківщини» як безпартійні. Ще в квітні Яценюк підкреслював, що «„Фронт змін“ існував і буде існувати», але також заявляв, що об'єднання опозиції може закласти основу для створення єдиної партії.
За підсумками жовтневих парламентських виборів «Об'єднана опозиція» отримала 62 місця (25,54 % голосів) за партійним списком і ще 39, вигравши в 39 мажоритарних округах — загалом отримавши 101 місце в парламенті. 11 грудня 2012 Яценюк був обраний головою фракції ВО «Батьківщина», раду «Об'єднаної опозиції» замість нього очолив Олександр Турчинов.
4 червня 2013 з'їзд партії «Фронт Змін» одностайно ухвалив рішення про об'єднання з ВО «Батьківщина» шляхом ліквідації та вступу членів «Фронту Змін» до «Батьківщини». 15 червня 2013 на урочистому з'їзді Об'єднаної опозиції Арсеній Яценюк отримав партійний квиток «Батьківщини» та був обраний головою Політичної ради «Батьківщина».
Член Комітету у справах пенсіонерів, ветеранів та інвалідів.

##### Акція «Вставай, Україно!»
З 14 березня 2013 року брав участь у всеукраїнській акції протесту «Вставай, Україно!» проти режиму президента України Віктора Януковича, яку організували опозиційні партії ВО «Свобода» та ВО «Батьківщина». 15 березня до акції долучилися опозиційна партія УДАР. Протести в рамках «Вставай, Україно!» відбулася у всіх обласних центрах України.
18 травня у Києві пройшла акція в рамках кампанії «Вставай, Україно!». Прибічники опозиційних політичних сил зібралися на Європейській площі, рушивши дещо згодом на Софійську площу. Лідери опозиції Арсеній Яценюк, Олег Тягнибок і Віталій Кличко підписали спільну декларацію про координацію дій, у якій було зафіксовано рішення підтримати єдиного кандидата від опозиції у другому турі на президентських виборах 2015 року.

### «Народний фронт»

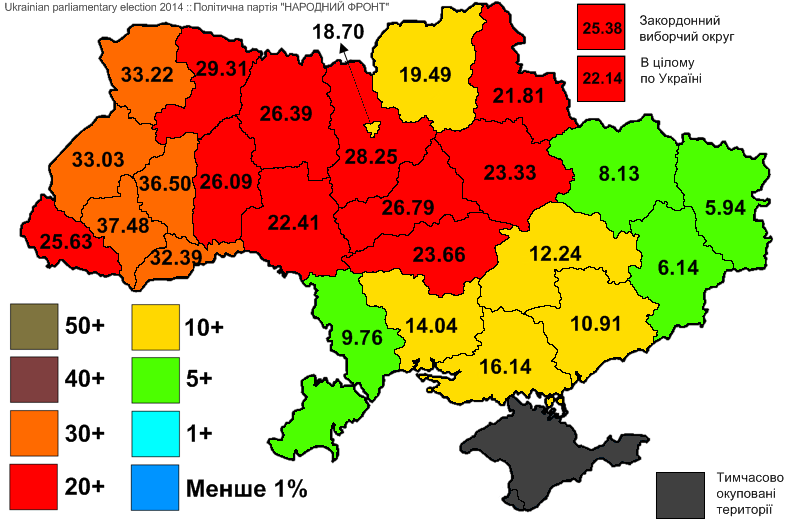
Народний фронт (22.16 %) на позачергових Парламентських виборах в Україні 2014 року

10 вересня 2014 року з'їзд партії «Народний фронт» обрав прем'єр-міністра Арсенія Яценюка головою своєї політичної ради.
На позачергових Парламентських виборах 2014 року за Народний Фронт віддали голоси 22,14 % виборців (3 487 649 голосів), що дозволило партії отримати 64 місця за пропорційною системою. Ще 18 осіб відібралось за одномандатними округами.

## "Відкрий Україну"
Арсеній Яценюк - Голова КБФ, засновник фонду Open Ukraine. Міжнародний фонд "Відкрий Україну" було засновано в липні 2007 року за його ініціативою та Збігнєва Джимали для зміцнення та розвитку авторитету України у світі. До 9 грудня 2022 року допоміг військовим та цивільним українцям на 30,3 млн грн. 

## Родина
Батько — Яценюк Петро Іванович, кандидат історичних наук, доцент історичного факультету Чернівецького національного університету імені Юрія Федьковича, заступник декана. На цьому ж факультеті викладає історію і його двоюрідний брат — Тадей Яценюк.
Мати — Марія Григорівна Бакай, викладачка французької мови факультету іноземних мов Чернівецького національного університету імені Юрія Федьковича.
Одружений з Терезою Вікторівною Яценюк (до шлюбу Гур) (народилася у 1970). Подружжя має двох доньок — Христину та Софію.

## Нагороди
- Орден князя Ярослава Мудрого IV ст. (19 червня 2017) — за значний особистий внесок у реалізацію євроінтеграційних прагнень України, запровадження Європейським Союзом безвізового режиму, зміцнення міжнародного авторитету держави, багаторічну плідну працю та високий професіоналізм[59].
- Орден князя Ярослава Мудрого V ст. (7 лютого 2008) — за значний особистий внесок у забезпечення інтеграції України до Світової організації торгівлі[60].
- Відзнака Міністерства оборони України «Вогнепальна зброя» (22 травня 2015; 11,43 мм пістолет-кулемет Томпсон № S 506391 зразка 1928 р. у комплекті з 203 патронами) — за визначні заслуги в забезпеченні обороноздатності України, зміцненні національної безпеки, зразкове виконання службового обов'язку та виявлені при цьому високий професіоналізм, честь і доблесть[61].
- Відзнака МВС України «Вогнепальна зброя» (20 травня 2015; кулемет 56-П-421 калібру 7,62 мм, № ЦЛ 84) — за особливі заслуги в захисті конституційних прав і свобод людини і громадянина, зразкове виконання службового та громадянського обов'язку, виявлені при цьому честь і доблесть[62].
- Медаль «На славу Чернівців» (2008)[63].

## Випадки з життя
- Арсеній Яценюк за власні гроші збудував та встановив у Чернівцях пам'ятник імператору Австро-Угорщини Францу Йосифу Першому, який було урочисто відкрито 4 жовтня 2009[64].
- 11 квітня 2011 Арсеній Яценюк повідомив[65] у своєму мікроблозі у Фейсбуці про те, що вперше за 10 років заплатив штраф за порушення Правил дорожнього руху.
- Через конфлікт[66][67] Яценюка із заступником начальника спецпідрозділу ДАІ «Кобра» підполковником Кожею, підполковник і два його підлеглих були звільнені «за дискредитацію служби», а підрозділ згодом розформовано наказом міністра внутрішніх справ Юрія Луценка[68][69].
- 8 вересня 2015 року глава Слідчого комітету Російської Федерації О. Бастрикін заявив, що прем'єр-міністр України А. Яценюк воював у першій Чеченській війні у 1994—1995 роках. За інформацією слідства, Яценюк брав участь мінімум у двох збройних сутичках у Чечні: 31 грудня 1994 року на площі Мінутка в місті Грозний та в лютому 1995 року у районі міської лікарні № 9. Також він нібито брав участь тортурах і розстрілі полонених військовослужбовців російської армії. За словами Бастрикіна, у грудні 1995 року Яценюк був нагороджений вищою нагородою Джохара Дудаєва «Честь нації». Слідством начебто встановлено, що Яценюк перебував у складі батальйонів «Арго» та «Вікінг», якими керував Олександр Музичко[70][71][72]. 
У відповідь прессекретар Яценюка сказала, що: «Геббельс і нацистська пропагандистська машина можуть стоячи аплодувати команді Путіна» — і порадила провести психіатричну експертизу голові Слідчого комітету РФ[73].
- 9 вересня прессекретар Путіна Д. Пєсков заявив, що заяви голови СК РФ про участь Яценюка у воєнних діях в Чечені мають «реальні підстави»[74]. Сам Яценюк, коментуючи свою участь у чеченській війні, сказав, що «Це клінічний діагноз російської влади. Сталінське правосуддя, замішане на геббельсівській пропаганді і підтверджене і підписане Володимиром Путіним»[75]. Того ж дня один з лідерів чеченських повстанців Ахмед Закаев заявив, що він пам'ятає Сашка Білого (О. Музичко), але Арсенія Яценюка в Чечні не було[76]. У те, що Яценюк воював в Чечні не повірив і Рамзан Кадиров[77]. 12 жовтня у російській Генеральній прокуратурі офіційно заявили, що Яценюк воював у Чечні під позивним «Арсен»[78]. 21 лютого 2017 року Арсеній Яценюк був оголошений Росією у міжнародний розшук[79]. 27 березня 2017 року Посольство України в Росії отримало копію повідомлення Єсентукського міського суду Ставропольського краю (Росія) із клопотанням про арешт Арсенія Яценюка[80]. 29 квітня 2017 року міністр внутрішніх справ України Арсен Аваков повідомив, що Інтерпол відхилив позов РФ про оголошення у міжнародний розшук колишнього прем'єр-міністра України Арсенія Яценюка[81].

## Використання образу
- Арсеній Яценюк став прототипом персонажа Кролика Сені в українському мультсеріалі «Казкова Русь».